# Шулкин, Дэвид
Дэвид Джонатон Шулкин (англ. David Jonathon Shulkin) — американский врач и политик. С 14 февраля 2017 года министр по делам ветеранов США.
До вступления в должность был заместителем министра по здравоохранению в министерстве по делам ветеранов США с 2015 по 2017 год.
11 января 2017 года избранный президент США Дональд Трамп выдвинул Шулкина на пост министра по делам ветеранов. 13 февраля он был единогласно утверждён Сенатом на этом посту.
28 марта 2018 года Трамп объявил об отставке Шулкина и предложил на утверждение в качестве его преемника личного врача президента Ронни Джексона.

## Личная жизнь
Шулкин женат на дерматологе Мерле Бари. У них двое детей, Дэниел и Дженнифер. Его дочь Дженнифер выиграла золотую медаль по сквошу на Маккабиаде 2009 года. Шулкин по национальности еврей.